# Interlands Engels voetbalelftal 2020-2029
Deze pagina toont een chronologisch en gedetailleerd overzicht van de interlands die het Engels voetbalelftal speelt en heeft gespeeld in de periode 2020 – 2029.

## Interlands

### 2020
|                                                                                    |         |                              |          |                                                                                   |
| 5 september UEFA Nations League Groep A2 № 1002 «onderlinge duels» 16:00 uur (UTC) | IJsland | 0 – 1                        | Engeland | Laugardalsvöllur, Reykjavik Toeschouwers: 0 Scheidsrechter: Srđan Jovanović (SRB) |
| 5 september UEFA Nations League Groep A2 № 1002 «onderlinge duels» 16:00 uur (UTC) |         | 90+2' (pen.) Raheem Sterling |          | Laugardalsvöllur, Reykjavik Toeschouwers: 0 Scheidsrechter: Srđan Jovanović (SRB) |

|                                                                                      |            |       |          |                                                                        |
| 8 september UEFA Nations League Groep A2 № 1003 «onderlinge duels» 20:45 uur (UTC+2) | Denemarken | 0 – 0 | Engeland | Parken, Kopenhagen Toeschouwers: 0 Scheidsrechter: István Kovács (ROU) |
| 8 september UEFA Nations League Groep A2 № 1003 «onderlinge duels» 20:45 uur (UTC+2) |            |       |          | Parken, Kopenhagen Toeschouwers: 0 Scheidsrechter: István Kovács (ROU) |

|                                                                         |                                                          |       |       |                                                                            |
| 8 oktober Vriendschappelijk № 1004 «onderlinge duels» 20:00 uur (UTC+1) | Engeland                                                 | 3 – 0 | Wales | Wembley Stadium, Londen Toeschouwers: 0 Scheidsrechter: Bobby Madden (SCO) |
| 8 oktober Vriendschappelijk № 1004 «onderlinge duels» 20:00 uur (UTC+1) | Dominic Calvert-Lewin 26' Conor Coady 53' Danny Ings 63' |       |       | Wembley Stadium, Londen Toeschouwers: 0 Scheidsrechter: Bobby Madden (SCO) |

|                                                                                     |                                            |       |                          |                                                                              |
| 11 oktober UEFA Nations League Groep A2 № 1005 «onderlinge duels» 17:00 uur (UTC+1) | Engeland                                   | 2 – 1 | België                   | Wembley Stadium, Londen Toeschouwers: 0 Scheidsrechter: Tobias Stieler (GER) |
| 11 oktober UEFA Nations League Groep A2 № 1005 «onderlinge duels» 17:00 uur (UTC+1) | Marcus Rashford 39' (pen.) Mason Mount 65' |       | 16' (pen.) Romelu Lukaku | Wembley Stadium, Londen Toeschouwers: 0 Scheidsrechter: Tobias Stieler (GER) |

|                                                                                     |          |                              |            |                                                                                 |
| 14 oktober UEFA Nations League Groep A2 № 1006 «onderlinge duels» 19:45 uur (UTC+1) | Engeland | 0 – 1                        | Denemarken | Wembley Stadium, Londen Toeschouwers: 0 Scheidsrechter: Jesús Gil Manzano (ESP) |
| 14 oktober UEFA Nations League Groep A2 № 1006 «onderlinge duels» 19:45 uur (UTC+1) |          | 35' (pen.) Christian Eriksen |            | Wembley Stadium, Londen Toeschouwers: 0 Scheidsrechter: Jesús Gil Manzano (ESP) |

|                                                                         |                                                                     |       |         |                                                                                       |
| 12 november Vriendschappelijk № 1007 «onderlinge duels» 20:00 uur (UTC) | Engeland                                                            | 3 – 0 | Ierland | Wembley Stadium, Londen Toeschouwers: 0 Scheidsrechter: Carlos del Cerro Grande (ESP) |
| 12 november Vriendschappelijk № 1007 «onderlinge duels» 20:00 uur (UTC) | Harry Maguire 18' Jadon Sancho 31' Dominic Calvert-Lewin 56' (pen.) |       |         | Wembley Stadium, Londen Toeschouwers: 0 Scheidsrechter: Carlos del Cerro Grande (ESP) |

|                                                                                      |                                       |       |          |                                                                                              |
| 15 november UEFA Nations League Groep A2 № 1008 «onderlinge duels» 20:45 uur (UTC+1) | België                                | 2 – 0 | Engeland | King Power at Den Dreef Stadion, Leuven Toeschouwers: 0 Scheidsrechter: Danny Makkelie (NED) |
| 15 november UEFA Nations League Groep A2 № 1008 «onderlinge duels» 20:45 uur (UTC+1) | Youri Tielemans 10' Dries Mertens 24' |       |          | King Power at Den Dreef Stadion, Leuven Toeschouwers: 0 Scheidsrechter: Danny Makkelie (NED) |

|                                                                                    |                                                               |       |         |                                                                               |
| 18 november UEFA Nations League Groep A2 № 1009 «onderlinge duels» 19:45 uur (UTC) | Engeland                                                      | 4 – 0 | IJsland | Wembley Stadium, Londen Toeschouwers: 0 Scheidsrechter: Fábio Veríssimo (POR) |
| 18 november UEFA Nations League Groep A2 № 1009 «onderlinge duels» 19:45 uur (UTC) | Declan Rice 20' Mason Mount 24' Phil Foden 80' Phil Foden 84' |       |         | Wembley Stadium, Londen Toeschouwers: 0 Scheidsrechter: Fábio Veríssimo (POR) |

### 2021
|                                                                            | |       |            |                                                                               |
| 25 maart WK-kwalificatie Groep I № 1010 «onderlinge duels» 19:45 uur (UTC) | Engeland | 5 – 0 | San Marino | Wembley Stadium, Londen Toeschouwers: 0 Scheidsrechter: Kirill Levnikov (RUS) |
| 25 maart WK-kwalificatie Groep I № 1010 «onderlinge duels» 19:45 uur (UTC) | James Ward-Prowse 14' Dominic Calvert-Lewin 21' Raheem Sterling 31' Dominic Calvert-Lewin 53' Ollie Watkins 83' |       |            | Wembley Stadium, Londen Toeschouwers: 0 Scheidsrechter: Kirill Levnikov (RUS) |

|                                                                              |         |                                |          |                                                                                   |
| 28 maart WK-kwalificatie Groep I № 1011 «onderlinge duels» 18:00 uur (UTC+2) | Albanië | 0 – 2                          | Engeland | Air Albaniastadion, Tirana Toeschouwers: 200 Scheidsrechter: Orel Grinfeeld (ISR) |
| 28 maart WK-kwalificatie Groep I № 1011 «onderlinge duels» 18:00 uur (UTC+2) |         | 39' Harry Kane 63' Mason Mount |          | Air Albaniastadion, Tirana Toeschouwers: 200 Scheidsrechter: Orel Grinfeeld (ISR) |

|                                                                              |                                         |       |                 |                                                                             |
| 31 maart WK-kwalificatie Groep I № 1012 «onderlinge duels» 19:45 uur (UTC+1) | Engeland                                | 2 – 1 | Polen           | Wembley Stadium, Londen Toeschouwers: 0 Scheidsrechter: Björn Kuipers (NED) |
| 31 maart WK-kwalificatie Groep I № 1012 «onderlinge duels» 19:45 uur (UTC+1) | Harry Kane 19' (pen.) Harry Maguire 85' |       | 58' Jakub Moder | Wembley Stadium, Londen Toeschouwers: 0 Scheidsrechter: Björn Kuipers (NED) |

|                                                                      |                 |       |            |                                                                                            |
| 2 juni Vriendschappelijk № 1013 «onderlinge duels» 20:00 uur (UTC+1) | Engeland        | 1 – 0 | Oostenrijk | Riverside Stadium, Middlesbrough Toeschouwers: 6.606 Scheidsrechter: Lawrence Visser (BEL) |
| 2 juni Vriendschappelijk № 1013 «onderlinge duels» 20:00 uur (UTC+1) | Bukayo Saka 57' |       |            | Riverside Stadium, Middlesbrough Toeschouwers: 6.606 Scheidsrechter: Lawrence Visser (BEL) |

|                                                                      |                     |       |          |                                                                                          |
| 6 juni Vriendschappelijk № 1014 «onderlinge duels» 17:00 uur (UTC+1) | Engeland            | 1 – 0 | Roemenië | Riverside Stadium, Middlesbrough Toeschouwers: 6.952 Scheidsrechter: Tiago Martins (POR) |
| 6 juni Vriendschappelijk № 1014 «onderlinge duels» 17:00 uur (UTC+1) | Marcus Rashford 68' |       |          | Riverside Stadium, Middlesbrough Toeschouwers: 6.952 Scheidsrechter: Tiago Martins (POR) |

| EK 2020 |
| ------- |

|                                                                          |                     |         |         | |
| 13 juni EK-eindronde Groep D № 1015 «onderlinge duels» 14:00 uur (UTC+1) | Engeland            | 1 – 0   | Kroatië | Wembley Stadium, Londen Toeschouwers: 18.497 Scheidsrechter: Daniele Orsato (ITA) Video-assistent: Massimiliano Irrati (ITA) |
| 13 juni EK-eindronde Groep D № 1015 «onderlinge duels» 14:00 uur (UTC+1) | Raheem Sterling 57' | Verslag |         | Wembley Stadium, Londen Toeschouwers: 18.497 Scheidsrechter: Daniele Orsato (ITA) Video-assistent: Massimiliano Irrati (ITA) |

|                                                                          |          |       |           | |
| 18 juni EK-eindronde Groep D № 1016 «onderlinge duels» 20:00 uur (UTC+1) | Engeland | 0 – 0 | Schotland | Wembley Stadium, Londen Toeschouwers: 20.306 Scheidsrechter: Antonio Mateu Lahoz (ESP) Video-assistent: Alejandro Hernández (ESP) |
| 18 juni EK-eindronde Groep D № 1016 «onderlinge duels» 20:00 uur (UTC+1) | Verslag  |       |           | Wembley Stadium, Londen Toeschouwers: 20.306 Scheidsrechter: Antonio Mateu Lahoz (ESP) Video-assistent: Alejandro Hernández (ESP) |

|                                                                          |          |         |                     | |
| 22 juni EK-eindronde Groep D № 1017 «onderlinge duels» 20:00 uur (UTC+1) | Tsjechië | 0 – 1   | Engeland            | Wembley Stadium, Londen Toeschouwers: 19.104 Scheidsrechter: Artur Soares Dias (POR) Video-assistent: João Pinheiro (POR) |
| 22 juni EK-eindronde Groep D № 1017 «onderlinge duels» 20:00 uur (UTC+1) |          | Verslag | 12' Raheem Sterling | Wembley Stadium, Londen Toeschouwers: 19.104 Scheidsrechter: Artur Soares Dias (POR) Video-assistent: João Pinheiro (POR) |

|                                                                                 |                                    |         |           | |
| 29 juni EK-eindronde Achtste finale № 1018 «onderlinge duels» 17:00 uur (UTC+1) | Engeland                           | 2 – 0   | Duitsland | Wembley Stadium, Londen Toeschouwers: 41.973 Scheidsrechter: Danny Makkelie (NED) Video-assistent: Pol van Boekel (NED) |
| 29 juni EK-eindronde Achtste finale № 1018 «onderlinge duels» 17:00 uur (UTC+1) | Raheem Sterling 75' Harry Kane 86' | Verslag |           | Wembley Stadium, Londen Toeschouwers: 41.973 Scheidsrechter: Danny Makkelie (NED) Video-assistent: Pol van Boekel (NED) |

|                                                                             |          |         |                                                                     | |
| 3 juli EK-eindronde Kwartfinale № 1019 «onderlinge duels» 21:00 uur (UTC+2) | Oekraïne | 0 – 4   | Engeland                                                            | Stadio Olimpico, Rome Toeschouwers: 11.880 Scheidsrechter: Felix Brych (GER) Video-assistent: Marco Fritz (GER) |
| 3 juli EK-eindronde Kwartfinale № 1019 «onderlinge duels» 21:00 uur (UTC+2) |          | Verslag | 4' Harry Kane 46' Harry Maguire 50' Harry Kane 63' Jordan Henderson | Stadio Olimpico, Rome Toeschouwers: 11.880 Scheidsrechter: Felix Brych (GER) Video-assistent: Marco Fritz (GER) |

|                                                                              |                                       |              |                      | |
| 7 juli EK-eindronde Halve finale № 1020 «onderlinge duels» 20:00 uur (UTC+1) | Engeland                              | 2 – 1 (n.v.) | Denemarken           | Wembley Stadium, Londen Toeschouwers: 64.950 Scheidsrechter: Danny Makkelie (NED) Video-assistent: Pol van Boekel (NED) |
| 7 juli EK-eindronde Halve finale № 1020 «onderlinge duels» 20:00 uur (UTC+1) | Simon Kjær 39' (e.d.) Harry Kane 104' | Verslag      | 30' Mikkel Damsgaard | Wembley Stadium, Londen Toeschouwers: 64.950 Scheidsrechter: Danny Makkelie (NED) Video-assistent: Pol van Boekel (NED) |

|                                                                         |                                                                                 |              |                                                                   | |
| 11 juli EK-eindronde Finale № 1021 «onderlinge duels» 20:00 uur (UTC+1) | Italië                                                                          | 1 – 1 (n.v.) | Engeland                                                          | Wembley Stadium, Londen Toeschouwers: 67.173 Scheidsrechter: Björn Kuipers (NED) Video-assistent: Bastian Dankert (GER) |
| 11 juli EK-eindronde Finale № 1021 «onderlinge duels» 20:00 uur (UTC+1) | Leonardo Bonucci 67'                                                            | Verslag      | 2' Luke Shaw                                                      | Wembley Stadium, Londen Toeschouwers: 67.173 Scheidsrechter: Björn Kuipers (NED) Video-assistent: Bastian Dankert (GER) |
| 11 juli EK-eindronde Finale № 1021 «onderlinge duels» 20:00 uur (UTC+1) | Strafschoppen                                                                   |              |                                                                   | Wembley Stadium, Londen Toeschouwers: 67.173 Scheidsrechter: Björn Kuipers (NED) Video-assistent: Bastian Dankert (GER) |
| 11 juli EK-eindronde Finale № 1021 «onderlinge duels» 20:00 uur (UTC+1) | Domenico Berardi Andrea Belotti Leonardo Bonucci Federico Bernardeschi Jorginho | 3 – 2        | Harry Kane Harry Maguire Marcus Rashford Jadon Sancho Bukayo Saka | Wembley Stadium, Londen Toeschouwers: 67.173 Scheidsrechter: Björn Kuipers (NED) Video-assistent: Bastian Dankert (GER) |

|  |  |  |  |  |  |  |  |  |

|                                                                                 |           |                                                                      |          | |
| 2 september WK-kwalificatie Groep I № 1022 «onderlinge duels» 20:45 uur (UTC+2) | Hongarije | 0 – 4                                                                | Engeland | Puskás Aréna, Boedapest Toeschouwers: 58.260 Scheidsrechter: Cüneyt Çakır (TUR) Video-assistent: Abdulkadir Bitigen (TUR) |
| 2 september WK-kwalificatie Groep I № 1022 «onderlinge duels» 20:45 uur (UTC+2) |           | 55' Raheem Sterling 63' Harry Kane 69' Harry Maguire 87' Declan Rice |          | Puskás Aréna, Boedapest Toeschouwers: 58.260 Scheidsrechter: Cüneyt Çakır (TUR) Video-assistent: Abdulkadir Bitigen (TUR) |

|                                                                                 |                                                                           |       |         | |
| 5 september WK-kwalificatie Groep I № 1023 «onderlinge duels» 17:00 uur (UTC+1) | Engeland                                                                  | 4 – 0 | Andorra | Wembley Stadium, Londen Toeschouwers: 67.171 Scheidsrechter: Anastasios Papapetrou (GRE) Video-assistent: Aristotelis Diamantopoulos (GRE) |
| 5 september WK-kwalificatie Groep I № 1023 «onderlinge duels» 17:00 uur (UTC+1) | Jesse Lingard 28' Harry Kane 72' (pen.) Jesse Lingard 78' Bukayo Saka 85' |       |         | Wembley Stadium, Londen Toeschouwers: 67.171 Scheidsrechter: Anastasios Papapetrou (GRE) Video-assistent: Aristotelis Diamantopoulos (GRE) |

|                                                                                 |                        |       |                | |
| 8 september WK-kwalificatie Groep I № 1024 «onderlinge duels» 20:45 uur (UTC+2) | Polen                  | 1 – 1 | Engeland       | Nationaal Stadion, Warschau Toeschouwers: 56.212 Scheidsrechter: Daniel Siebert (GER) Video-assistent: Bastian Dankert (GER) |
| 8 september WK-kwalificatie Groep I № 1024 «onderlinge duels» 20:45 uur (UTC+2) | Damian Szymański 90+2' |       | 72' Harry Kane | Nationaal Stadion, Warschau Toeschouwers: 56.212 Scheidsrechter: Daniel Siebert (GER) Video-assistent: Bastian Dankert (GER) |

|                                                                               |         |                                                                                            |          | |
| 9 oktober WK-kwalificatie Groep I № 1025 «onderlinge duels» 20:45 uur (UTC+2) | Andorra | 0 – 5                                                                                      | Engeland | Estadi Nacional, Andorra la Vella Toeschouwers: 2.285 Scheidsrechter: Kateryna Monzoel (UKR) Video-assistent: Stéphanie Frappart (FRA) |
| 9 oktober WK-kwalificatie Groep I № 1025 «onderlinge duels» 20:45 uur (UTC+2) |         | 17' Ben Chilwell 40' Bukayo Saka 59' Tammy Abraham 79' James Ward-Prowse 86' Jack Grealish |          | Estadi Nacional, Andorra la Vella Toeschouwers: 2.285 Scheidsrechter: Kateryna Monzoel (UKR) Video-assistent: Stéphanie Frappart (FRA) |

|                                                                                |                 |       |                          | |
| 12 oktober WK-kwalificatie Groep I № 1026 «onderlinge duels» 19:45 uur (UTC+1) | Engeland        | 1 – 1 | Hongarije                | Wembley Stadium, Londen Toeschouwers: 69.380 Scheidsrechter: Alejandro Hernández (ESP) Video-assistent: Juan Martínez Munuera (ESP) |
| 12 oktober WK-kwalificatie Groep I № 1026 «onderlinge duels» 19:45 uur (UTC+1) | John Stones 37' |       | 24' (pen.) Roland Sallai | Wembley Stadium, Londen Toeschouwers: 69.380 Scheidsrechter: Alejandro Hernández (ESP) Video-assistent: Juan Martínez Munuera (ESP) |

|                                                                               |                                                                                      |       |         | |
| 12 november WK-kwalificatie Groep I № 1027 «onderlinge duels» 19:45 uur (UTC) | Engeland                                                                             | 5 – 0 | Albanië | Wembley Stadium, Londen Toeschouwers: 80.366 Scheidsrechter: Ruddy Buquet (FRA) Video-assistent: Bastian Dankert (GER) |
| 12 november WK-kwalificatie Groep I № 1027 «onderlinge duels» 19:45 uur (UTC) | Harry Maguire 9' Harry Kane 18' Jordan Henderson 28' Harry Kane 33' Harry Kane 45+2' |       |         | Wembley Stadium, Londen Toeschouwers: 80.366 Scheidsrechter: Ruddy Buquet (FRA) Video-assistent: Bastian Dankert (GER) |

|                                                                                 |            | |          | |
| 15 november WK-kwalificatie Groep I № 1028 «onderlinge duels» 20:45 uur (UTC+1) | San Marino | 0 – 10 | Engeland | Stadio Olimpico, Serravalle Toeschouwers: 2.775 Scheidsrechter: Rade Obrenovič (SVN) Video-assistent: Slavko Vinčić (SVN) |
| 15 november WK-kwalificatie Groep I № 1028 «onderlinge duels» 20:45 uur (UTC+1) |            | 6' Harry Maguire 15' (e.d.) Filippo Fabbri 27' (pen.) Harry Kane 32' Harry Kane 39' (pen.) Harry Kane 42' Harry Kane 58' Emile Smith Rowe 69' Tyrone Mings 78' Tammy Abraham 79' Bukayo Saka |          | Stadio Olimpico, Serravalle Toeschouwers: 2.775 Scheidsrechter: Rade Obrenovič (SVN) Video-assistent: Slavko Vinčić (SVN) |

### 2022
|                                                                      |                                       |       |                  | |
| 26 maart Vriendschappelijk № 1029 «onderlinge duels» 17:30 uur (UTC) | Engeland                              | 2 – 1 | Zwitserland      | Wembley Stadium, Londen Toeschouwers: 78.881 Scheidsrechter: Andreas Ekberg (SWE) Video-assistent: Alexandre Boucaut (BEL) |
| 26 maart Vriendschappelijk № 1029 «onderlinge duels» 17:30 uur (UTC) | Luke Shaw 45+1' Harry Kane 78' (pen.) |       | 22' Breel Embolo | Wembley Stadium, Londen Toeschouwers: 78.881 Scheidsrechter: Andreas Ekberg (SWE) Video-assistent: Alexandre Boucaut (BEL) |

|                                                                        |                                                          |       |           | |
| 29 maart Vriendschappelijk № 1030 «onderlinge duels» 19:45 uur (UTC+1) | Engeland                                                 | 3 – 0 | Ivoorkust | Wembley Stadium, Londen Toeschouwers: 73.405 Scheidsrechter: Erik Lambrechts (BEL) Video-assistent: Lawrence Visser (BEL) |
| 29 maart Vriendschappelijk № 1030 «onderlinge duels» 19:45 uur (UTC+1) | Ollie Watkins 30' Raheem Sterling 45' Tyrone Mings 90+3' |       |           | Wembley Stadium, Londen Toeschouwers: 73.405 Scheidsrechter: Erik Lambrechts (BEL) Video-assistent: Lawrence Visser (BEL) |

|                                                                                 |                               |       |          | |
| 4 juni UEFA Nations League Groep A3 № 1031 «onderlinge duels» 18:00 uur (UTC+2) | Hongarije                     | 1 – 0 | Engeland | Puskás Aréna, Boedapest Toeschouwers: 26.935 Scheidsrechter: Artur Soares Dias (POR) Video-assistent: Tiago Martins (POR) |
| 4 juni UEFA Nations League Groep A3 № 1031 «onderlinge duels» 18:00 uur (UTC+2) | Dominik Szoboszlai 66' (pen.) |       |          | Puskás Aréna, Boedapest Toeschouwers: 26.935 Scheidsrechter: Artur Soares Dias (POR) Video-assistent: Tiago Martins (POR) |

|                                                                                 |                   |       |                       | |
| 7 juni UEFA Nations League Groep A3 № 1032 «onderlinge duels» 20:45 uur (UTC+2) | Duitsland         | 1 – 1 | Engeland              | Allianz Arena, München Toeschouwers: 66.289 Scheidsrechter: Carlos del Cerro Grande (ESP) Video-assistent: Juan Martínez Munuera (ESP) |
| 7 juni UEFA Nations League Groep A3 № 1032 «onderlinge duels» 20:45 uur (UTC+2) | Jonas Hofmann 51' |       | 88' (pen.) Harry Kane | Allianz Arena, München Toeschouwers: 66.289 Scheidsrechter: Carlos del Cerro Grande (ESP) Video-assistent: Juan Martínez Munuera (ESP) |

|                                                                                  |          |       |        | |
| 11 juni UEFA Nations League Groep A3 № 1033 «onderlinge duels» 19:45 uur (UTC+1) | Engeland | 0 – 0 | Italië | Molineux Stadium, Wolverhampton Toeschouwers: 1.782 Scheidsrechter: Szymon Marciniak (POL) Video-assistent: Tomasz Kwiatkowski (POL) |
| 11 juni UEFA Nations League Groep A3 № 1033 «onderlinge duels» 19:45 uur (UTC+1) |          |       |        | Molineux Stadium, Wolverhampton Toeschouwers: 1.782 Scheidsrechter: Szymon Marciniak (POL) Video-assistent: Tomasz Kwiatkowski (POL) |

|                                                                                  |          |                                                                      |           | |
| 14 juni UEFA Nations League Groep A3 № 1034 «onderlinge duels» 19:45 uur (UTC+1) | Engeland | 0 – 4                                                                | Hongarije | Molineux Stadium, Wolverhampton Toeschouwers: 28.839 Scheidsrechter: Clément Turpin (FRA) Video-assistent: Willy Delajod (FRA) |
| 14 juni UEFA Nations League Groep A3 № 1034 «onderlinge duels» 19:45 uur (UTC+1) |          | 16' Roland Sallai 70' Roland Sallai 80' Zsolt Nagy 89' Dániel Gazdag |           | Molineux Stadium, Wolverhampton Toeschouwers: 28.839 Scheidsrechter: Clément Turpin (FRA) Video-assistent: Willy Delajod (FRA) |

|                                                                                       |                       |       |          | |
| 23 september UEFA Nations League Groep A3 № 1035 «onderlinge duels» 20:45 uur (UTC+2) | Italië                | 1 – 0 | Engeland | Stadio Giuseppe Meazza, Milaan Toeschouwers: 50.640 Scheidsrechter: Jesús Gil Manzano (ESP) Video-assistent: Juan Martínez Munuera (ESP) |
| 23 september UEFA Nations League Groep A3 № 1035 «onderlinge duels» 20:45 uur (UTC+2) | Giacomo Raspadori 68' |       |          | Stadio Giuseppe Meazza, Milaan Toeschouwers: 50.640 Scheidsrechter: Jesús Gil Manzano (ESP) Video-assistent: Juan Martínez Munuera (ESP) |

|                                                                                       |                                                     |       |                                                           | |
| 26 september UEFA Nations League Groep A3 № 1036 «onderlinge duels» 19:45 uur (UTC+1) | Engeland                                            | 3 – 3 | Duitsland                                                 | Wembley Stadium, Londen Toeschouwers: 78.949 Scheidsrechter: Danny Makkelie (NED) Video-assistent: Pol van Boekel (NED) |
| 26 september UEFA Nations League Groep A3 № 1036 «onderlinge duels» 19:45 uur (UTC+1) | Luke Shaw 72' Mason Mount 75' Harry Kane 83' (pen.) |       | 52' (pen.) İlkay Gündoğan 67' Kai Havertz 87' Kai Havertz | Wembley Stadium, Londen Toeschouwers: 78.949 Scheidsrechter: Danny Makkelie (NED) Video-assistent: Pol van Boekel (NED) |

| Wereldkampioenschap voetbal 2022 |
| -------------------------------- |

|                                                                         | |         |                                             | |
| 21 november WK 2022 Groep B № 1037 «onderlinge duels» 16:00 uur (UTC+3) | Engeland | 6 – 2   | Iran                                        | Khalifa Internationaal Stadion, Ar Rayyan Toeschouwers: 45.334 Scheidsrechter: Raphael Claus (BRA) Video-assistent: Leodán González (URU) |
| 21 november WK 2022 Groep B № 1037 «onderlinge duels» 16:00 uur (UTC+3) | Jude Bellingham 35' Bukayo Saka 43' Raheem Sterling 45+1' Bukayo Saka 62' Marcus Rashford 71' Jack Grealish 90' | Verslag | 65' Mehdi Taremi 90+13' (pen.) Mehdi Taremi | Khalifa Internationaal Stadion, Ar Rayyan Toeschouwers: 45.334 Scheidsrechter: Raphael Claus (BRA) Video-assistent: Leodán González (URU) |

|                                                                         |          |       |                  | |
| 25 november WK 2022 Groep B № 1038 «onderlinge duels» 22:00 uur (UTC+3) | Engeland | 0 – 0 | Verenigde Staten | Al Baytstadion, Al Khawr Toeschouwers: 68.463 Scheidsrechter: Jesús Valenzuela (VEN) Video-assistent: Juan Soto (VEN) |
| 25 november WK 2022 Groep B № 1038 «onderlinge duels» 22:00 uur (UTC+3) | Verslag  |       |                  | Al Baytstadion, Al Khawr Toeschouwers: 68.463 Scheidsrechter: Jesús Valenzuela (VEN) Video-assistent: Juan Soto (VEN) |

|                                                                         |       |         |                                                        | |
| 29 november WK 2022 Groep B № 1039 «onderlinge duels» 22:00 uur (UTC+3) | Wales | 0 – 3   | Engeland                                               | Ahmed bin Alistadion, Ar Rayyan Toeschouwers: 44.297 Scheidsrechter: Slavko Vinčić (SVN) Video-assistent: Marco Fritz (GER) |
| 29 november WK 2022 Groep B № 1039 «onderlinge duels» 22:00 uur (UTC+3) |       | Verslag | 50' Marcus Rashford 51' Phil Foden 68' Marcus Rashford | Ahmed bin Alistadion, Ar Rayyan Toeschouwers: 44.297 Scheidsrechter: Slavko Vinčić (SVN) Video-assistent: Marco Fritz (GER) |

|                                                                               |                                                       |         |         | |
| 4 december WK 2022 Achtste finale № 1040 «onderlinge duels» 22:00 uur (UTC+3) | Engeland                                              | 3 – 0   | Senegal | Al Baytstadion, Al Khawr Toeschouwers: 65.985 Scheidsrechter: Iván Barton (SLV) Video-assistent: Drew Fischer (CAN) |
| 4 december WK 2022 Achtste finale № 1040 «onderlinge duels» 22:00 uur (UTC+3) | Jordan Henderson 38' Harry Kane 45+3' Bukayo Saka 57' | Verslag |         | Al Baytstadion, Al Khawr Toeschouwers: 65.985 Scheidsrechter: Iván Barton (SLV) Video-assistent: Drew Fischer (CAN) |

|                                                                             |                       |         |                                            | |
| 10 december WK 2022 Kwartfinale № 1041 «onderlinge duels» 22:00 uur (UTC+3) | Engeland              | 1 – 2   | Frankrijk                                  | Al Baytstadion, Al Khawr Toeschouwers: 68.895 Scheidsrechter: Wilton Pereira Sampaio (BRA) Video-assistent: Nicolás Gallo (COL) |
| 10 december WK 2022 Kwartfinale № 1041 «onderlinge duels» 22:00 uur (UTC+3) | Harry Kane 54' (pen.) | Verslag | 17' Aurélien Tchouaméni 78' Olivier Giroud | Al Baytstadion, Al Khawr Toeschouwers: 68.895 Scheidsrechter: Wilton Pereira Sampaio (BRA) Video-assistent: Nicolás Gallo (COL) |

|  |  |  |  |  |  |  |  |  |

### 2023
|                                                                              |                   |       |                                       | |
| 23 maart EK-kwalificatie Groep C № 1042 «onderlinge duels» 20:45 uur (UTC+1) | Italië            | 1 – 2 | Engeland                              | Stadio Diego Armando Maradona, Napels Toeschouwers: 44.536 Scheidsrechter: Srđan Jovanović (SRB) Video-assistent: Tomasz Kwiatkowski (POL) |
| 23 maart EK-kwalificatie Groep C № 1042 «onderlinge duels» 20:45 uur (UTC+1) | Mateo Retegui 56' |       | 13' Declan Rice 44' (pen.) Harry Kane | Stadio Diego Armando Maradona, Napels Toeschouwers: 44.536 Scheidsrechter: Srđan Jovanović (SRB) Video-assistent: Tomasz Kwiatkowski (POL) |

|                                                                              |                                |       |          | |
| 26 maart EK-kwalificatie Groep C № 1043 «onderlinge duels» 17:00 uur (UTC+1) | Engeland                       | 2 – 0 | Oekraïne | Wembley Stadium, Londen Toeschouwers: 83.947 Scheidsrechter: Serdar Gözübüyük (NED) Video-assistent: Pol van Boekel (NED) |
| 26 maart EK-kwalificatie Groep C № 1043 «onderlinge duels» 17:00 uur (UTC+1) | Harry Kane 37' Bukayo Saka 40' |       |          | Wembley Stadium, Londen Toeschouwers: 83.947 Scheidsrechter: Serdar Gözübüyük (NED) Video-assistent: Pol van Boekel (NED) |

|                                                                             |       | |          | |
| 16 juni EK-kwalificatie Groep C № 1044 «onderlinge duels» 20:45 uur (UTC+2) | Malta | 0 – 4                                                                                               | Engeland | Ta' Qalistadion, Ta' Qali Toeschouwers: 16.277 Scheidsrechter: Igor Pajač (CRO) Video-assistent: Duje Strukan (CRO) |
| 16 juni EK-kwalificatie Groep C № 1044 «onderlinge duels» 20:45 uur (UTC+2) |       | 8' (e.d.) Ferdinando Apap 28' Trent Alexander-Arnold 31' (pen.) Harry Kane 83' (pen.) Callum Wilson |          | Ta' Qalistadion, Ta' Qali Toeschouwers: 16.277 Scheidsrechter: Igor Pajač (CRO) Video-assistent: Duje Strukan (CRO) |

|                                                                             | |       |                 | |
| 19 juni EK-kwalificatie Groep C № 1045 «onderlinge duels» 19:45 uur (UTC+1) | Engeland | 7 – 0 | Noord-Macedonië | Old Trafford, Manchester Toeschouwers: 70.708 Scheidsrechter: István Kovács (ROU) Video-assistent: Pol van Boekel (NED) |
| 19 juni EK-kwalificatie Groep C № 1045 «onderlinge duels» 19:45 uur (UTC+1) | Harry Kane 29' Bukayo Saka 39' Marcus Rashford 45' Bukayo Saka 47' Bukayo Saka 51' Kalvin Phillips 64' Harry Kane 73' (pen.) |       |                 | Old Trafford, Manchester Toeschouwers: 70.708 Scheidsrechter: István Kovács (ROU) Video-assistent: Pol van Boekel (NED) |

|                                                                                 |                          |       |                 | |
| 9 september EK-kwalificatie Groep C № 1046 «onderlinge duels» 18:00 uur (UTC+2) | Oekraïne                 | 1 – 1 | Engeland        | Stadion Miejski, Wrocław (Polen) Toeschouwers: 39.000 Scheidsrechter: Georgi Kabakov (BUL) Video-assistent: Ivajlo Stojanov (BUL) |
| 9 september EK-kwalificatie Groep C № 1046 «onderlinge duels» 18:00 uur (UTC+2) | Oleksandr Zintsjenko 29' |       | 41' Kyle Walker | Stadion Miejski, Wrocław (Polen) Toeschouwers: 39.000 Scheidsrechter: Georgi Kabakov (BUL) Video-assistent: Ivajlo Stojanov (BUL) |

|                                                                            |                          |       |                                                   | |
| 12 september Vriendschappelijk № 1047 «onderlinge duels» 19:45 uur (UTC+1) | Schotland                | 1 – 3 | Engeland                                          | Hampden Park, Glasgow Toeschouwers: 49.129 Scheidsrechter: Davide Massa (ITA) Video-assistent: Michael Fabbri (ITA) |
| 12 september Vriendschappelijk № 1047 «onderlinge duels» 19:45 uur (UTC+1) | Harry Maguire 67' (e.d.) |       | 32' Phil Foden 35' Jude Bellingham 81' Harry Kane | Hampden Park, Glasgow Toeschouwers: 49.129 Scheidsrechter: Davide Massa (ITA) Video-assistent: Michael Fabbri (ITA) |

|                                                                          |                   |       |           | |
| 13 oktober Vriendschappelijk № 1048 «onderlinge duels» 19:45 uur (UTC+1) | Engeland          | 1 – 0 | Australië | Wembley Stadium, Londen Toeschouwers: 81.116 Scheidsrechter: Stéphanie Frappart (FRA) Video-assistent: Mathieu Vernice (FRA) |
| 13 oktober Vriendschappelijk № 1048 «onderlinge duels» 19:45 uur (UTC+1) | Ollie Watkins 57' |       |           | Wembley Stadium, Londen Toeschouwers: 81.116 Scheidsrechter: Stéphanie Frappart (FRA) Video-assistent: Mathieu Vernice (FRA) |

|                                                                                |                                                          |       |                       | |
| 17 oktober EK-kwalificatie Groep C № 1049 «onderlinge duels» 19:45 uur (UTC+1) | Engeland                                                 | 3 – 1 | Italië                | Wembley Stadium, Londen Toeschouwers: 83.194 Scheidsrechter: Clément Turpin (FRA) Video-assistent: Jérôme Brisard (FRA) |
| 17 oktober EK-kwalificatie Groep C № 1049 «onderlinge duels» 19:45 uur (UTC+1) | Harry Kane 32' (pen.) Marcus Rashford 57' Harry Kane 77' |       | 15' Gianluca Scamacca | Wembley Stadium, Londen Toeschouwers: 83.194 Scheidsrechter: Clément Turpin (FRA) Video-assistent: Jérôme Brisard (FRA) |

|                                                                               |                                      |       |       | |
| 17 november EK-kwalificatie Groep C № 1050 «onderlinge duels» 19:45 uur (UTC) | Engeland                             | 2 – 0 | Malta | Wembley Stadium, Londen Toeschouwers: 81.388 Scheidsrechter: Luís Godinho (POR) Video-assistent: Hugo Miguel (POR) |
| 17 november EK-kwalificatie Groep C № 1050 «onderlinge duels» 19:45 uur (UTC) | Enrico Pepe 8' (e.d.) Harry Kane 75' |       |       | Wembley Stadium, Londen Toeschouwers: 81.388 Scheidsrechter: Luís Godinho (POR) Video-assistent: Hugo Miguel (POR) |

|                                                                                 |                 |       |                          | |
| 20 november EK-kwalificatie Groep C № 1051 «onderlinge duels» 20:45 uur (UTC+1) | Noord-Macedonië | 1 – 1 | Engeland                 | Toše Proeskiarena, Skopje Toeschouwers: 27.982 Scheidsrechter: Filip Glova (SVK) Video-assistent: Michal Očenáš (SVK) |
| 20 november EK-kwalificatie Groep C № 1051 «onderlinge duels» 20:45 uur (UTC+1) | Enis Bardhi 41' |       | 59' (e.d.) Jani Atanasov | Toše Proeskiarena, Skopje Toeschouwers: 27.982 Scheidsrechter: Filip Glova (SVK) Video-assistent: Michal Očenáš (SVK) |

### 2024
|                                                                      |          |             |          | |
| 23 maart Vriendschappelijk № 1052 «onderlinge duels» 19:00 uur (UTC) | Engeland | 0 – 1       | Brazilië | Wembley Stadium, Londen Toeschouwers: 83.674 Scheidsrechter: Artur Soares Dias (POR) Video-assistent: Tiago Martins (POR) |
| 23 maart Vriendschappelijk № 1052 «onderlinge duels» 19:00 uur (UTC) |          | 80' Endrick |          | Wembley Stadium, Londen Toeschouwers: 83.674 Scheidsrechter: Artur Soares Dias (POR) Video-assistent: Tiago Martins (POR) |

|                                                                      |                                             |       |                                         | |
| 26 maart Vriendschappelijk № 1053 «onderlinge duels» 19:45 uur (UTC) | Engeland                                    | 2 – 2 | België                                  | Wembley Stadium, Londen Toeschouwers: 80.733 Scheidsrechter: Sebastian Gishamer (AUT) Video-assistent: Manuel Schüttengruber (AUT) |
| 26 maart Vriendschappelijk № 1053 «onderlinge duels» 19:45 uur (UTC) | Ivan Toney 17' (pen.) Jude Bellingham 90+5' |       | 11' Youri Tielemans 36' Youri Tielemans | Wembley Stadium, Londen Toeschouwers: 80.733 Scheidsrechter: Sebastian Gishamer (AUT) Video-assistent: Manuel Schüttengruber (AUT) |

|                                                                      |                                                                  |       |                | |
| 3 juni Vriendschappelijk № 1054 «onderlinge duels» 19:45 uur (UTC+1) | Engeland                                                         | 3 – 0 | Bosnië en Her. | St. James' Park, Newcastle upon Tyne Toeschouwers: 50.061 Scheidsrechter: Rohit Saggi (NOR) Video-assistent: Sandi Putros (DEN) |
| 3 juni Vriendschappelijk № 1054 «onderlinge duels» 19:45 uur (UTC+1) | Cole Palmer 60' (pen.) Trent Alexander-Arnold 85' Harry Kane 89' |       |                | St. James' Park, Newcastle upon Tyne Toeschouwers: 50.061 Scheidsrechter: Rohit Saggi (NOR) Video-assistent: Sandi Putros (DEN) |

|                                                                      |          |                      |         | |
| 7 juni Vriendschappelijk № 1055 «onderlinge duels» 19:45 uur (UTC+1) | Engeland | 0 – 1                | IJsland | Wembley Stadium, Londen Toeschouwers: 81.410 Scheidsrechter: Davide Massa (ITA) Video-assistent: Michael Fabbri (ITA) |
| 7 juni Vriendschappelijk № 1055 «onderlinge duels» 19:45 uur (UTC+1) |          | 12' Jón Þorsteinsson |         | Wembley Stadium, Londen Toeschouwers: 81.410 Scheidsrechter: Davide Massa (ITA) Video-assistent: Michael Fabbri (ITA) |

| EK 2024 |
| ------- |

|                                                                          |        |                     |          | |
| 16 juni EK-eindronde Groep C № 1056 «onderlinge duels» 21:00 uur (UTC+2) | Servië | 0 – 1               | Engeland | Veltins-Arena, Gelsenkirchen Toeschouwers: 48.953 Scheidsrechter: Daniele Orsato (ITA) Video-assistent: Massimiliano Irrati (ITA) |
| 16 juni EK-eindronde Groep C № 1056 «onderlinge duels» 21:00 uur (UTC+2) |        | 13' Jude Bellingham |          | Veltins-Arena, Gelsenkirchen Toeschouwers: 48.953 Scheidsrechter: Daniele Orsato (ITA) Video-assistent: Massimiliano Irrati (ITA) |

|                                                                          |                     |       |                | |
| 20 juni EK-eindronde Groep C № 1057 «onderlinge duels» 18:00 uur (UTC+2) | Denemarken          | 1 – 1 | Engeland       | Deutsche Bank Park, Frankfurt am Main Toeschouwers: 46.177 Scheidsrechter: Artur Soares Dias (POR) Video-assistent: Tiago Martins (POR) |
| 20 juni EK-eindronde Groep C № 1057 «onderlinge duels» 18:00 uur (UTC+2) | Morten Hjulmand 34' |       | 18' Harry Kane | Deutsche Bank Park, Frankfurt am Main Toeschouwers: 46.177 Scheidsrechter: Artur Soares Dias (POR) Video-assistent: Tiago Martins (POR) |

|                                                                          |          |       |          | |
| 25 juni EK-eindronde Groep C № 1058 «onderlinge duels» 21:00 uur (UTC+2) | Engeland | 0 – 0 | Slovenië | RheinEnergieStadion, Keulen Toeschouwers: 41.536 Scheidsrechter: Clément Turpin (FRA) Video-assistent: Jérôme Brisard (FRA) |
| 25 juni EK-eindronde Groep C № 1058 «onderlinge duels» 21:00 uur (UTC+2) |          |       |          | RheinEnergieStadion, Keulen Toeschouwers: 41.536 Scheidsrechter: Clément Turpin (FRA) Video-assistent: Jérôme Brisard (FRA) |

|                                                                                 |                                      |              |                  | |
| 30 juni EK-eindronde Achtste finale № 1059 «onderlinge duels» 18:00 uur (UTC+2) | Engeland                             | 2 – 1 (n.v.) | Slowakije        | Veltins-Arena, Gelsenkirchen Toeschouwers: 47.244 Scheidsrechter: Halil Umut Meler (TUR) Video-assistent: Marco Fritz (GER) |
| 30 juni EK-eindronde Achtste finale № 1059 «onderlinge duels» 18:00 uur (UTC+2) | Jude Bellingham 90+5' Harry Kane 91' |              | 25' Ivan Schranz | Veltins-Arena, Gelsenkirchen Toeschouwers: 47.244 Scheidsrechter: Halil Umut Meler (TUR) Video-assistent: Marco Fritz (GER) |

|                                                                             |                                                                           |              |                                                         | |
| 6 juli EK-eindronde Kwartfinale № 1060 «onderlinge duels» 18:00 uur (UTC+2) | Engeland                                                                  | 1 – 1 (n.v.) | Zwitserland                                             | Merkur Spiel-Arena, Düsseldorf Toeschouwers: 46.907 Scheidsrechter: Daniele Orsato (ITA) Video-assistent: Massimiliano Irrati (ITA) |
| 6 juli EK-eindronde Kwartfinale № 1060 «onderlinge duels» 18:00 uur (UTC+2) | Bukayo Saka 80'                                                           |              | 75' Breel Embolo                                        | Merkur Spiel-Arena, Düsseldorf Toeschouwers: 46.907 Scheidsrechter: Daniele Orsato (ITA) Video-assistent: Massimiliano Irrati (ITA) |
| 6 juli EK-eindronde Kwartfinale № 1060 «onderlinge duels» 18:00 uur (UTC+2) | Strafschoppen                                                             |              |                                                         | Merkur Spiel-Arena, Düsseldorf Toeschouwers: 46.907 Scheidsrechter: Daniele Orsato (ITA) Video-assistent: Massimiliano Irrati (ITA) |
| 6 juli EK-eindronde Kwartfinale № 1060 «onderlinge duels» 18:00 uur (UTC+2) | Cole Palmer Jude Bellingham Bukayo Saka Ivan Toney Trent Alexander-Arnold | 5 – 3        | Manuel Akanji Fabian Schär Xherdan Shaqiri Zeki Amdouni | Merkur Spiel-Arena, Düsseldorf Toeschouwers: 46.907 Scheidsrechter: Daniele Orsato (ITA) Video-assistent: Massimiliano Irrati (ITA) |

|                                                                               |                |       |                                         | |
| 10 juli EK-eindronde Halve finale № 1061 «onderlinge duels» 21:00 uur (UTC+2) | Nederland      | 1 – 2 | Engeland                                | Signal Iduna Park, Dortmund Toeschouwers: 60.926 Scheidsrechter: Felix Zwayer (GER) Video-assistent: Bastian Dankert (GER) |
| 10 juli EK-eindronde Halve finale № 1061 «onderlinge duels» 21:00 uur (UTC+2) | Xavi Simons 7' |       | 18' (pen.) Harry Kane 90' Ollie Watkins | Signal Iduna Park, Dortmund Toeschouwers: 60.926 Scheidsrechter: Felix Zwayer (GER) Video-assistent: Bastian Dankert (GER) |

|                                                                         |                                       |       |                 | |
| 14 juli EK-eindronde Finale № 1062 «onderlinge duels» 21:00 uur (UTC+2) | Spanje                                | 2 – 1 | Engeland        | Olympiastadion, Berlijn Toeschouwers: 65.600 Scheidsrechter: François Letexier (FRA) Video-assistent: Jérôme Brisard (FRA) |
| 14 juli EK-eindronde Finale № 1062 «onderlinge duels» 21:00 uur (UTC+2) | Nico Williams 47' Mikel Oyarzabal 86' |       | 73' Cole Palmer | Olympiastadion, Berlijn Toeschouwers: 65.600 Scheidsrechter: François Letexier (FRA) Video-assistent: Jérôme Brisard (FRA) |

|  |  |  |  |  |  |  |  |  |

|                                                                                      |         |                                   |          | |
| 7 september UEFA Nations League Groep B2 № 1063 «onderlinge duels» 17:00 uur (UTC+1) | Ierland | 0 – 2                             | Engeland | Avivastadion, Dublin Toeschouwers: 55.359 Scheidsrechter: José María Sánchez Martínez (ESP) Video-assistent: Juan Martínez Munuera (ESP) |
| 7 september UEFA Nations League Groep B2 № 1063 «onderlinge duels» 17:00 uur (UTC+1) |         | 12' Declan Rice 26' Jack Grealish |          | Avivastadion, Dublin Toeschouwers: 55.359 Scheidsrechter: José María Sánchez Martínez (ESP) Video-assistent: Juan Martínez Munuera (ESP) |

|                                                                                       |                               |       |         | |
| 10 september UEFA Nations League Groep B2 № 1064 «onderlinge duels» 19:45 uur (UTC+1) | Engeland                      | 2 – 0 | Finland | Wembley Stadium, Londen Toeschouwers: 70.221 Scheidsrechter: Morten Krogh (DEN) Video-assistent: Rob Dieperink (NED) |
| 10 september UEFA Nations League Groep B2 № 1064 «onderlinge duels» 19:45 uur (UTC+1) | Harry Kane 57' Harry Kane 76' |       |         | Wembley Stadium, Londen Toeschouwers: 70.221 Scheidsrechter: Morten Krogh (DEN) Video-assistent: Rob Dieperink (NED) |

|                                                                                     |                     |       |                                               | |
| 10 oktober UEFA Nations League Groep B2 № 1065 «onderlinge duels» 19:45 uur (UTC+1) | Engeland            | 1 – 2 | Griekenland                                   | Wembley Stadium, Londen Toeschouwers: 79.012 Scheidsrechter: Andrea Colombo (ITA) Video-assistent: Valerio Marini (ITA) |
| 10 oktober UEFA Nations League Groep B2 № 1065 «onderlinge duels» 19:45 uur (UTC+1) | Jude Bellingham 87' |       | 49' Vangelis Pavlidis 90+4' Vangelis Pavlidis | Wembley Stadium, Londen Toeschouwers: 79.012 Scheidsrechter: Andrea Colombo (ITA) Video-assistent: Valerio Marini (ITA) |

|                                                                                     |                    |       |                                                              | |
| 13 oktober UEFA Nations League Groep B2 № 1066 «onderlinge duels» 19:00 uur (UTC+3) | Finland            | 1 – 3 | Engeland                                                     | Olympisch Stadion, Helsinki Toeschouwers: 32.411 Scheidsrechter: Giorgi Kroeasjvili (GEO) Video-assistent: Benoît Millot (FRA) |
| 13 oktober UEFA Nations League Groep B2 № 1066 «onderlinge duels» 19:00 uur (UTC+3) | Arttu Hoskonen 87' |       | 18' Jack Grealish 74' Trent Alexander-Arnold 84' Declan Rice | Olympisch Stadion, Helsinki Toeschouwers: 32.411 Scheidsrechter: Giorgi Kroeasjvili (GEO) Video-assistent: Benoît Millot (FRA) |

|                                                                                      |             |                                                                   |          | |
| 14 november UEFA Nations League Groep B2 № 1067 «onderlinge duels» 21:45 uur (UTC+2) | Griekenland | 0 – 3                                                             | Engeland | Olympisch Stadion Spyridon Louis, Athene Toeschouwers: 60.664 Scheidsrechter: Daniel Siebert (GER) Video-assistent: Bastian Dankert (GER) |
| 14 november UEFA Nations League Groep B2 № 1067 «onderlinge duels» 21:45 uur (UTC+2) |             | 7' Ollie Watkins 78' (e.d.) Odisseas Vlachodimos 83' Curtis Jones |          | Olympisch Stadion Spyridon Louis, Athene Toeschouwers: 60.664 Scheidsrechter: Daniel Siebert (GER) Video-assistent: Bastian Dankert (GER) |

|                                                                                    | |       |         | |
| 17 november UEFA Nations League Groep B2 № 1068 «onderlinge duels» 17:00 uur (UTC) | Engeland                                                                                                | 5 – 0 | Ierland | Wembley Stadium, Londen Toeschouwers: 79.969 Scheidsrechter: Erik Lambrechts (BEL) Video-assistent: Bram Van Driessche (BEL) |
| 17 november UEFA Nations League Groep B2 № 1068 «onderlinge duels» 17:00 uur (UTC) | Harry Kane 53' (pen.) Anthony Gordon 56' Conor Gallagher 58' Jarrod Bowen 76' Taylor Harwood-Bellis 79' |       |         | Wembley Stadium, Londen Toeschouwers: 79.969 Scheidsrechter: Erik Lambrechts (BEL) Video-assistent: Bram Van Driessche (BEL) |

### 2025
|                                                                            |                                       |       |         | |
| 21 maart WK-kwalificatie Groep K № 1069 «onderlinge duels» 19:45 uur (UTC) | Engeland                              | 2 – 0 | Albanië | Wembley Stadium, Londen Toeschouwers: 82.378 Scheidsrechter: Alejandro Hernández (ESP) Video-assistent: César Soto Grado (ESP) |
| 21 maart WK-kwalificatie Groep K № 1069 «onderlinge duels» 19:45 uur (UTC) | Myles Lewis-Skelly 20' Harry Kane 77' |       |         | Wembley Stadium, Londen Toeschouwers: 82.378 Scheidsrechter: Alejandro Hernández (ESP) Video-assistent: César Soto Grado (ESP) |

|                                                                            |                                                 |       |         | |
| 24 maart WK-kwalificatie Groep K № 1070 «onderlinge duels» 19:45 uur (UTC) | Engeland                                        | 3 – 0 | Letland | Wembley Stadium, Londen Toeschouwers: 79.572 Scheidsrechter: Orel Grinfeeld (ISR) Video-assistent: Ziv Adler (ISR) |
| 24 maart WK-kwalificatie Groep K № 1070 «onderlinge duels» 19:45 uur (UTC) | Reece James 38' Harry Kane 68' Eberechi Eze 76' |       |         | Wembley Stadium, Londen Toeschouwers: 79.572 Scheidsrechter: Orel Grinfeeld (ISR) Video-assistent: Ziv Adler (ISR) |

|                                                                            |         |                |          | |
| 7 juni WK-kwalificatie Groep K № 1071 «onderlinge duels» 18:00 uur (UTC+2) | Andorra | 0 – 1          | Engeland | RCDE Stadium, Cornellà de Llobregat Toeschouwers: 8.872 Scheidsrechter: Igor Pajač (CRO) Video-assistent: Fran Jović (CRO) |
| 7 juni WK-kwalificatie Groep K № 1071 «onderlinge duels» 18:00 uur (UTC+2) |         | 50' Harry Kane |          | RCDE Stadium, Cornellà de Llobregat Toeschouwers: 8.872 Scheidsrechter: Igor Pajač (CRO) Video-assistent: Fran Jović (CRO) |

|                                                                       |               |       |                                                       | |
| 10 juni Vriendschappelijk № 1072 «onderlinge duels» 19:45 uur (UTC+1) | Engeland      | 1 – 3 | Senegal                                               | City Ground, Nottingham Toeschouwers: 26.322 Scheidsrechter: Stéphanie Frappart (FRA) Video-assistent: Mathieu Vernice (FRA) |
| 10 juni Vriendschappelijk № 1072 «onderlinge duels» 19:45 uur (UTC+1) | Harry Kane 7' |       | 40' Ismaïla Sarr 62' Habib Diarra 90+3' Cheikh Sabaly | City Ground, Nottingham Toeschouwers: 26.322 Scheidsrechter: Stéphanie Frappart (FRA) Video-assistent: Mathieu Vernice (FRA) |

|                                                                                 |          |   |         |                                                                    |
| 6 september WK-kwalificatie Groep K № 1073 «onderlinge duels» 17:00 uur (UTC+1) | Engeland | – | Andorra | Villa Park, Birmingham Toeschouwers: n.n.b. Scheidsrechter: n.n.b. |
| 6 september WK-kwalificatie Groep K № 1073 «onderlinge duels» 17:00 uur (UTC+1) |          |   |         | Villa Park, Birmingham Toeschouwers: n.n.b. Scheidsrechter: n.n.b. |

|                                                                                 |        |   |          |                                                                        |
| 9 september WK-kwalificatie Groep K № 1074 «onderlinge duels» 20:45 uur (UTC+2) | Servië | – | Engeland | Rode Sterstadion, Belgrado Toeschouwers: n.n.b. Scheidsrechter: n.n.b. |
| 9 september WK-kwalificatie Groep K № 1074 «onderlinge duels» 20:45 uur (UTC+2) |        |   |          | Rode Sterstadion, Belgrado Toeschouwers: n.n.b. Scheidsrechter: n.n.b. |

|                                                                         |          |   |       |                                                                     |
| 9 oktober Vriendschappelijk № 1075 «onderlinge duels» 19:45 uur (UTC+1) | Engeland | – | Wales | Wembley Stadium, Londen Toeschouwers: n.n.b. Scheidsrechter: n.n.b. |
| 9 oktober Vriendschappelijk № 1075 «onderlinge duels» 19:45 uur (UTC+1) |          |   |       | Wembley Stadium, Londen Toeschouwers: n.n.b. Scheidsrechter: n.n.b. |

|                                                                                |         |   |          |                                                                  |
| 14 oktober WK-kwalificatie Groep K № 1076 «onderlinge duels» 21:45 uur (UTC+3) | Letland | – | Engeland | Daugavastadion, Riga Toeschouwers: n.n.b. Scheidsrechter: n.n.b. |
| 14 oktober WK-kwalificatie Groep K № 1076 «onderlinge duels» 21:45 uur (UTC+3) |         |   |          | Daugavastadion, Riga Toeschouwers: n.n.b. Scheidsrechter: n.n.b. |

|                                                                               |          |   |        |                                                    |
| 13 november WK-kwalificatie Groep K № 1077 «onderlinge duels» 19:45 uur (UTC) | Engeland | – | Servië | n.n.b. Toeschouwers: n.n.b. Scheidsrechter: n.n.b. |
| 13 november WK-kwalificatie Groep K № 1077 «onderlinge duels» 19:45 uur (UTC) |          |   |        | n.n.b. Toeschouwers: n.n.b. Scheidsrechter: n.n.b. |

|                                                                                 |         |   |          |                                                    |
| 16 november WK-kwalificatie Groep K № 1078 «onderlinge duels» 18:00 uur (UTC+1) | Albanië | – | Engeland | n.n.b. Toeschouwers: n.n.b. Scheidsrechter: n.n.b. |
| 16 november WK-kwalificatie Groep K № 1078 «onderlinge duels» 18:00 uur (UTC+1) |         |   |          | n.n.b. Toeschouwers: n.n.b. Scheidsrechter: n.n.b. |

FA · A-internationals · Selecties · Bondscoaches · Engels vrouwenelftal · Brits olympisch elftal · Engeland -21 · Engeland -20 · Engeland -19 · Engeland -18 · Engeland -17 · Engeland -16 · Vrouwen -17
1872 – 1899 ·
1900 – 1919 ·
1920 – 1929 ·
1930 – 1939 ·
1940 – 1949 ·
1950 – 1959 ·
1960 – 1969 ·
1970 – 1979 ·
1980 – 1989 ·
1990 – 1999 ·
2000 – 2009 ·
2010 – 2019 ·
2020 − 2029
EK's: 1968 ·
1980 ·
1988 ·
1992 ·
1996 ·
2000 ·
2004 ·
2012 · 
2016 · 
2020 · 
2024
WK's: 1950 ·
1954 ·
1958 ·
1962 ·
1966 ·
1970 ·
1982 ·
1986 ·
1990 ·
1998 ·
2002 ·
2006 ·
2010 ·
2014 ·
2018 · 
2022
Albanië ·
Algerije ·
Andorra ·
Argentinië ·
Australië ·
Azerbeidzjan ·
België ·
Bosnië en Herzegovina ·
Brazilië ·
Bulgarije ·
Canada ·
Chili ·
China ·
Colombia ·
Costa Rica ·
Cyprus ·
Denemarken ·
DDR · 
Duitsland ·
Ecuador ·
Egypte ·
Estland ·
Finland ·
Frankrijk ·
Georgië ·
Ghana ·
GOS ·
Griekenland ·
Honduras ·
Hongarije ·
Ierland ·
IJsland · 
Iran ·
Israël ·
Italië ·
Ivoorkust ·
Jamaica ·
Japan ·
Joegoslavië ·
Kameroen ·
Kazachstan ·
Koeweit ·
Kosovo ·
Kroatië ·
Letland ·
Liechtenstein ·
Litouwen ·
Luxemburg ·
Maleisië ·
Malta ·
Marokko ·
Mexico ·
Moldavië ·
Montenegro ·
Nederland ·
Nieuw-Zeeland ·
Nigeria ·
Noord-Ierland ·
Noord-Macedonië ·
Noorwegen ·
Oekraïne ·
Oostenrijk ·
Panama · 
Paraguay ·
Peru · 
Polen ·
Portugal ·
Roemenië ·
Rusland ·
San Marino · 
Saoedi-Arabië ·
Schotland ·
Senegal ·
Servië ·
Servië en Montenegro · 
Slovenië ·
Slowakije ·
Sovjet-Unie ·
Spanje ·
Trinidad en Tobago ·
Tsjechië ·
Tsjecho-Slowakije ·
Tunesië ·
Turkije ·
Uruguay ·
Verenigde Staten ·
Wales ·
Wit-Rusland ·
Zuid-Afrika ·
Zuid-Korea ·
Zweden ·
Zwitserland
Algerije (2010) · 
Argentinië (1986) · 
Argentinië (1998) · 
Argentinië (2002) · 
België (1990) · 
België (2018, 1) · 
België (2018, 2) · 
Brazilië (2002) · 
Colombia (1998) ·
Colombia (2018) ·
Costa Rica (2014) ·
Denemarken (2002) ·
Denemarken (2021) · 
Duitsland (2000) ·
Duitsland (2010) ·
Duitsland (2021) ·
Ecuador (2006) ·
Egypte (1990) ·
Frankrijk (1982) ·
Frankrijk (2012) ·
Frankrijk (2022) ·
Ierland (1990) · 
IJsland (2016) ·
Italië (1990) · 
Italië (2012) · 
Italië (2014) · 
Italië (2021) · 
Kameroen (1990) · 
Koeweit (1982) · 
Kroatië (2018) ·
Kroatië (2021) · 
Marokko (1986) · 
Nederland (1990) · 
Nigeria (2002) · 
Oekraïne (2012) · 
Oekraïne (2021) ·
Panama (2018) · 
Paraguay (1986) · 
Paraguay (2006) · 
Polen (1986) · 
Portugal (1986) · 
Portugal (2000) · 
Portugal (2006) · 
Roemenië (1998) ·
Roemenië (2000) ·
Rusland (2016) ·
Schotland (2021) ·
Senegal (2022) ·
Slovenië (2010) ·
Slowakije (2016) ·
Spanje (1982) ·
Spanje (2024) ·
Trinidad en Tobago (2006) ·
Tsjechië (2021) ·
Tsjecho-Slowakije (1982) ·
Tunesië (1998) ·
Tunesië (2018) ·
Uruguay (2014) ·
Verenigde Staten (2010) ·
Wales (2016) · 
West-Duitsland (1966) ·
West-Duitsland (1982) ·
West-Duitsland (1990) ·
Zweden (2002) ·
Zweden (2006) · 
Zweden (2012)
CONMEBOL: Argentinië · Bolivia · Brazilië · Chili · Colombia · Ecuador · Paraguay · Peru · Uruguay · Venezuela

UEFA: Albanië · Andorra · Armenië · Azerbeidzjan · België · Bosnië en Herzegovina · Bulgarije · Cyprus · Denemarken · Duitsland · Engeland · Estland · Faeröer · Finland · Frankrijk · Georgië · Gibraltar · Griekenland · Hongarije · IJsland · Ierland · Israël · Italië · Kazachstan · Kosovo · Kroatië · Letland · Liechtenstein · Litouwen · Luxemburg · Malta · Moldavië · Montenegro · Nederland · Noord-Ierland · Noord-Macedonië · Noorwegen · Oekraïne · Oostenrijk · Polen · Portugal · Roemenië · Rusland · San Marino · Schotland · Servië · Slovenië · Slowakije · Spanje · Tsjechië · Turkije · Wales · Wit-Rusland · Zweden · Zwitserland

AFC: Australië · China · Irak · Iran · Japan · Libanon · Oezbekistan · Oman · Qatar · Saoedi-Arabië · Syrië · Verenigde Arabische Emiraten · Vietnam · Zuid-Korea

CAF: Algerije · Burkina Faso · Congo-Kinshasa · Egypte · Ghana · Ivoorkust · Kaapverdië · Kameroen · Mali · Marokko · Nigeria · Senegal · Tunesië · Zuid-Afrika

CONCACAF: Canada · Costa Rica · Curaçao · El Salvador · Honduras · Jamaica · Mexico · Panama · Suriname · Verenigde Staten

OFC: Nieuw-Zeeland